# Cercle Condorcet de Paris
Pour les articles homonymes, voir Condorcet.
 (décembre 2023).
Si vous disposez d'ouvrages ou d'articles de référence ou si vous connaissez des sites web de qualité traitant du thème abordé ici, merci de compléter l'article en donnant les références utiles à sa vérifiabilité et en les liant à la section « Notes et références ».
Le Cercle Condorcet de Paris est une association de citoyens, réunis autour de débats et de réflexion sur les grands problèmes de société. Il est le premier des Cercles Condorcet à être créé en 1986 par la Ligue de l'enseignement, dans un contexte d'importants chantiers de rénovation opérés par l'association.
L’activité du cercle est structurée autour de groupes de travail, de séances plénières mensuelles, et de colloques publics. Les textes élaborés dans les commissions sont disponibles au siège de l’association.

## Historique

### Contexte de création
En octobre 1986, face à la montée des problèmes de société, et à une certaine résignation, la Ligue de l’enseignement a sollicité une centaine d’universitaires, responsables économiques, syndicalistes, militants associatifs, prêts à engager une réflexion commune sur le monde et à voir comment peut s’instaurer une société nouvelle face aux mutations technologiques, à la mondialisation, à l’individualisme et à l’émergence d’une société à deux vitesses.
En choisissant le nom du plus illustre ancêtre penseur de la laïcité et de l’éducation pour tous, Condorcet, les fondateurs ont entendu affirmer qu’ils s’inspiraient de l’esprit des Lumières.
Progressivement, des Cercles analogues se sont créés dans une cinquantaine de villes, multipliant les lieux de réflexion en liaison avec les fédérations d’œuvres laïques.
Le Cercle Condorcet de Paris et de l’Île-de-France regroupe aujourd’hui 180 adhérents qui se retrouvent tous les mois en assemblée plénière pour des soirées-débat, et participent à des commissions de travail.

## Présidents
Depuis sa création le Cercle a été présidé par :
- Claude Julien (1986-1992),
- Roger Lesgards (1992-1996),
- Guy Raffi (1996-2000),
- Jean Offredo (2000-2004),
- Michel Cabirol et Jean-Pierre Pagé (2005-2015).
- Bernard Wolfer et Jean-Pierre Pagé (2015-2016),
- Bernard Wolfer depuis 2016